# مرگ بر پیکسیز
مرگ بر پیکسیز (به انگلیسی: Death to the Pixies) نخستین آلبوم گزیده آثار از گروه پیکسیز، گروه سبک آلترنیتیو راک آمریکایی است که توسط ۴ای‌دی در تاریخ ۶ اکتبر ۱۹۹۷ در بریتانیا و روز بعد از آن هم توسط 4AD/الکترا رکوردز هم ایالات متحده، به مناسبت بزرگداشت دهمین سالگرد انتشار نخستین اثر گروه، منتشر شد. این آلبوم حاوی آثاری از گروه است که بین سال‌های ۱۹۸۷ تا ۱۹۹۱ تهیه شده‌اند. پس از منتشر شدن آلبوم موجی از نقص عضو: بهترین‌های پیکسیز در سال ۲۰۰۴، این آلبوم نایاب شد و آلبوم موجی از نقص عضو جای آن را گرفت.